# 샌디 묄링
샌디 묄링(Sandy Mölling, 1981년 4월 27일 ~ )은 독일의 가수이다.